# هفتادمین دوره جوایز بفتا
هفتادمین دوره جوایز بفتا (انگلیسی: 70th British Academy Film Awards) در ۱۲ فوریه ۲۰۱۷ و در رویال آلبرت هال، لندن برای انتخاب بهترین فیلم‌سازان فیلم بریتانیایی و بین‌المللی سال ۲۰۱۶، برگزار شد. این برنامه توسط آکادمی فیلم بریتانیا (بفتا) برگزار شد و بهترین‌های فیلم بلند و مستند سال ۲۰۱۶ که از هر ملیتی در بریتانیا به نمایش درآمدند، معرفی شدند.
نامزدها در ۱۰ ژانویه ۲۰۱۷ توسط دومینیک کوپر و سوفی ترنر معرفی شدند و طی آن، لالا لند با نامزدی در ۱۱ رشته شامل چهار رشته برتر بهترین فیلم، بهترین بازیگر مرد و زن و بهترین کارگردانی، در صدر ایستاد. ورود و حیوانات شب‌زی هرکدام با ۹ نامزدی، در رتبه بعدی قرار گرفتند.
صدرنشین فیلم‌های بریتانیایی، فیلم کن لوچ، اینجانب، دانیل بلیک و دنباله هری پاتر، جانوران شگفت‌انگیز و زیستگاه آن‌ها بودند که هرکدام پنج نامزدی به‌دست آوردند.
پس از انتقادها علیه نبود نمایندگانی از اقلیت‌های نژادی در میان نامزدها و برندگان جوایز ۲۰۱۶، بفتا تصمیم گرفت برای افزایش تنوع، نامزدهایی را از این اقلیت‌ها و از عوامل هر دو طرف دوربین، اعلام کند. با این‌همه، پس از اعلام نامزدهای این دوره هم انتقادهایی از کم بودن نمایندگانی از اقلیت‌های قومی، سیاهان و آسیایی‌ها (بام) در حوزه‌های بازیگری، کارگردانی و فیلم، صورت گرفت. چراکه با حذف کارگردانانی چون بری جنکینز (مهتاب) و دنزل واشینگتن (حصارها) نماینده‌ای از این گروه‌ها میان نامزدهای بازیگری نقش اصلی زن و مرد و کارگردانی وجود ندارد.
پس از برگزاری مراسم، لالا لند بیشترین جوایز از جمله جایزه بهترین فیلم، را به‌دست آورد؛ دیمین شزل جایزه بهترین کارگردانی، لینوس ساندگرن جایزه بهترین فیلم‌برداری، جاستین هورویتز جایزه بهترین موسیقی ارجینال و اما استون جایزه بهترین بازیگر نقش اصلی زن را برای لالا لند، کسب کردند. هر دو فیلم منچستر کنار دریا و شیر دو جایزه برنده شدند: کنت لونرگان جایزه بهترین فیلم‌نامه غیراقتباسی و کیسی افلک جایزه بهترین بازیگر نقش اصلی مرد را برای منچستر کنار دریا و لوکه دیویس جایزه بهترین فیلم‌نامه اقتباسی و دو پتل جایزه بهترین بازیگر نقش مکمل مرد را برای شیر، به‌دست آوردند. علاوه بر این، وایولا دیویس جایزه بهترین بازیگر نقش مکمل زن را برای حصارها به‌دست آورد. مل بروکس هم آکادمی فلوشیپ را برای مشارکت‌هایش در سینما به‌دست آورد.

## برندگان و نامزدها

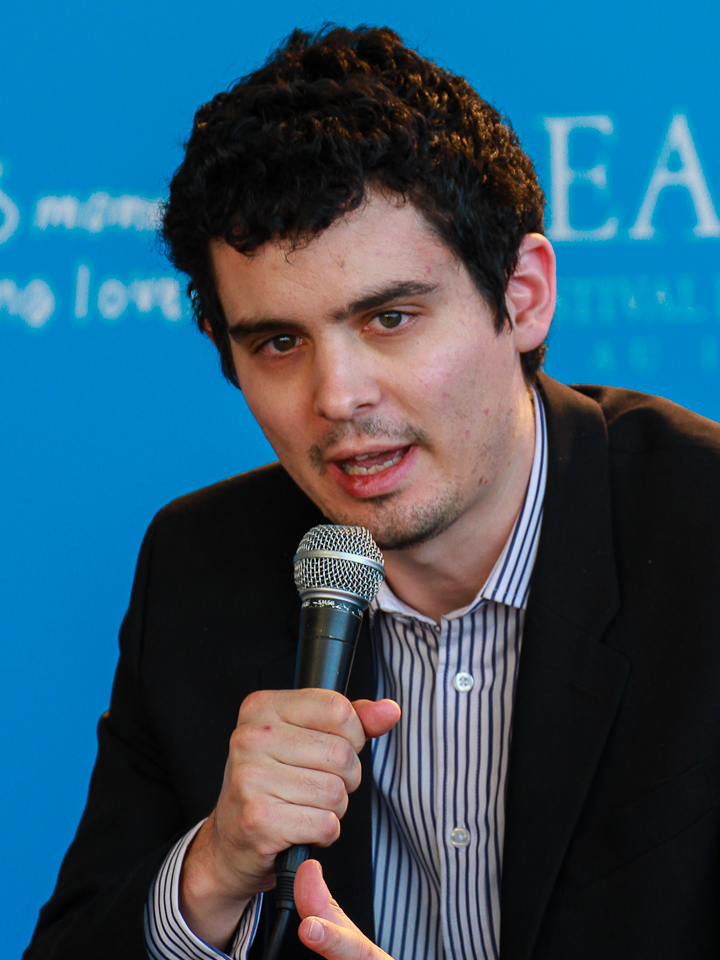
دیمین شزل، برنده بهترین کارگردانی
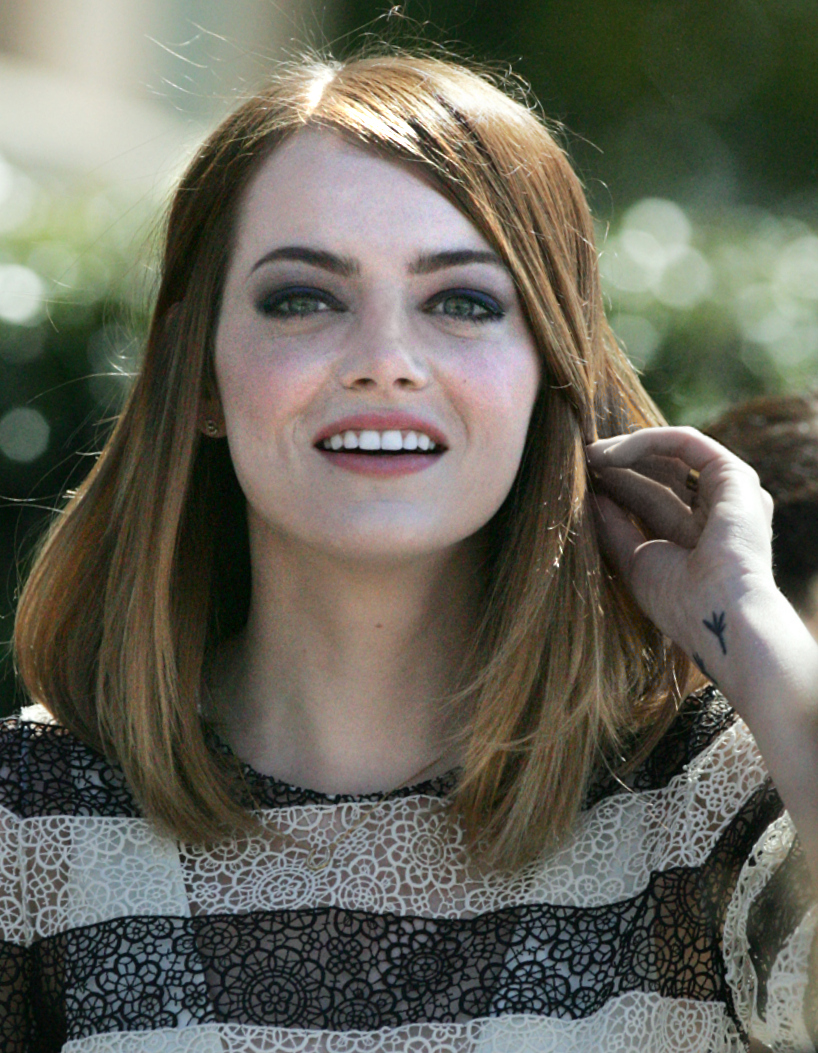
اما استون، برنده بهترین بازیگر زن
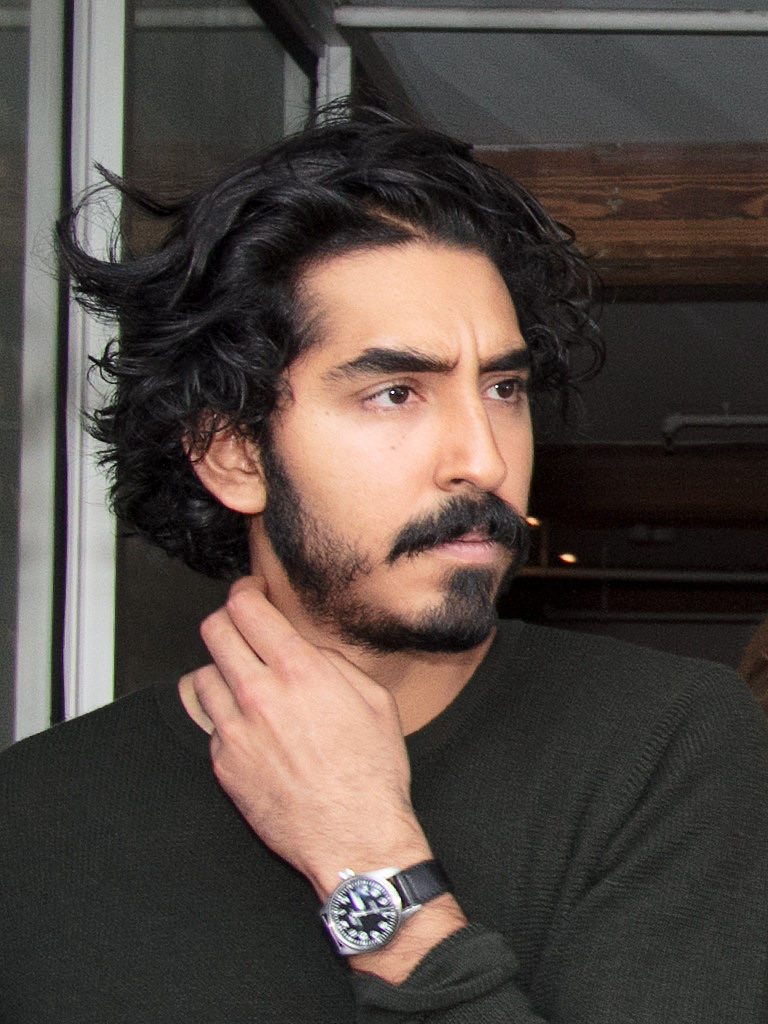
دو پتل، برنده بهترین بازیگر مکمل مرد
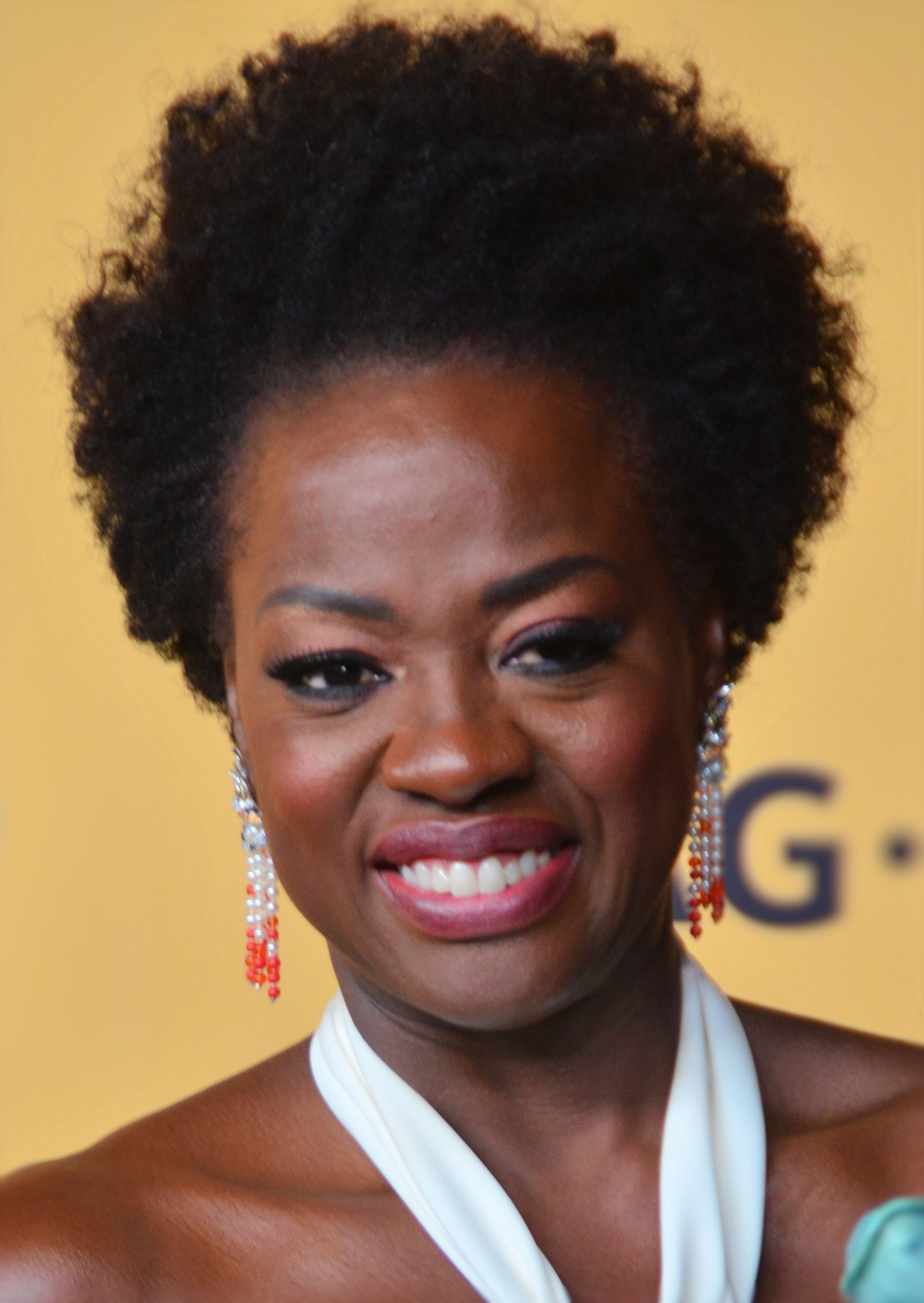
وایولا دیویس، برنده بهترین بازیگر مکمل زن

نامزدها در ۱۰ ژانویه ۲۰۱۷ معرفی شدند. برندگان در ۱۲ فوریه ۲۰۱۷ مشخص شدند.

### یک عمر فعالیت هنری
- مل بروکس

| جایزه بفتای بهترین فیلم | بهترین کارگردانی |
| --- | --- |
| لالا لند – Fred Berger, Jordan Horowitz, and مارک پلت - ورود – Dan Levine، شاون لوی، دیوید لیند، and Aaron Ryder - اینجانب، دانیل بلیک – Rebecca O'Brien - منچستر کنار دریا – Lauren Beck، مت دیمون، Chris Moore, Kimberly Steward, and Kevin J. Walsh - مهتاب – دده گاردنر، جرمی کلاینر، and آدل رومانسکی | دیمین شزل – لالا لند - تام فورد – حیوانات شب‌زی - کن لوچ – اینجانب، دانیل بلیک - کنت لونرگان – منچستر کنار دریا - دنی ویلنو – ورود |
| جایزه بفتای بهترین بازیگر نقش اول مرد | جایزه بفتای بهترین بازیگر نقش اول زن |
| کیسی افلک – منچستر کنار دریا در نقش Lee Chandler - اندرو گارفیلد – ستیغ اره‌ای در نقش دزموند داس - رایان گاسلینگ – لالا لند در نقش Sebastian Wilder - جیک جیلنهال – حیوانات شب‌زی در نقش Edward Sheffield / Tony Hastings - ویگو مورتنسن – کاپیتان خارق‌العاده در نقش Ben Cash | اما استون – لالا لند در نقش Mia Dolan - ایمی آدامز – ورود در نقش Dr. Louise Banks - امیلی بلانت – دختری در قطار در نقش Rachel Watson - ناتالی پورتمن – جکی در نقش ژاکلین کندی اوناسیس - مریل استریپ – فلورانس فاستر جنکینس در نقش فلورانس فاستر جنکینس |
| بهترین بازیگر نقش مکمل مرد | بهترین بازیگر نقش مکمل زن |
| دو پتل – شیر در نقش Saroo Brierley - ماهرشالا علی – مهتاب در نقش Juan - جف بریجز – اگر سنگ از آسمان ببارد در نقش Marcus Hamilton - هیو گرانت – فلورانس فاستر جنکینس در نقش St. Clair Bayfield - آرون تایلر-جانسون – حیوانات شب‌زی در نقش Ray Marcus | وایولا دیویس – حصارها در نقش Rose Maxson - نائومی هریس – مهتاب در نقش Paula - نیکول کیدمن – شیر در نقش Sue Brierley - Hayley Squires – اینجانب، دانیل بلیک در نقش Katie Morgan - میشل ویلیامز – منچستر کنار دریا در نقش Randi |
| بهترین فیلم‌نامه غیراقتباسی | بهترین فیلم‌نامه اقتباسی |
| کنت لونرگان – منچستر کنار دریا - دیمین شزل – لالا لند - بری جنکینز – مهتاب - Paul Laverty – اینجانب، دانیل بلیک - تیلور شریدان – اگر سنگ از آسمان ببارد | Luke Davies – شیر - تام فورد – حیوانات شب‌زی - اریک هیزرر – ورود - تئودور ملفی و Allison Schroeder – ارقام پنهان - Robert Schenkkan و Andrew Knight – ستیغ اره‌ای |
| بهترین فیلم‌برداری | فیلم اول نویسنده، کارگردان یا تهیه‌کننده بریتانیایی |
| لینوس ساندگرن – لالا لند - برادفورد یانگ – ورود - جایلز نوتگنز – اگر سنگ از آسمان ببارد - گرگ فریزر – شیر - سیموس مک‌گاروی – حیوانات شب‌زی | بابک انوری (کارگردان/نویسنده)، امیلی لئو، الیور راسکیل و لوکان تو (تهیه‌کنندگان) – زیر سایه - Mike Carey and Camille Gatin (تهیه‌کننده) – دختری با تمام موهبت‌ها - George Amponsah (Writer/Director/Producer) and Dionne Walker (Writer/Producer) – The Hard Stop - Peter Middleton (Writer/Director/Producer), James Spinney (Writer/Director) and Jo-Jo Ellison (تهیه‌کننده) – Notes on Blindness - John Donnelly (Writer) and Ben A. Williams (Director) – The Pass |
| فیلم بریتانیایی برجسته | بهترین فیلم مستند |
| اینجانب، دانیل بلیک – کن لوچ، Rebecca O'Brien, and Paul Laverty - عزیز آمریکایی – آندریا آرنولد، Lars Knudsen, Pouya Shahbazian, and Jay Van Hoy - Denial – Gary Foster, Russ Krasnoff, and دیوید هار - جانوران شگفت‌انگیز و زیستگاه آن‌ها – دیوید یتس، دیوید هیمن، استیو کلاوز، جی.کی. رولینگ، and Lionel Wigram - Notes on Blindness – Peter Middleton, James Spinney, Mike Brett, Jo-Jo Ellison, and Steve Jamison - زیر سایه – Babak Anvari, Emily Leo, Oliver Roskill, and Lucan Toh | سیزدهمین – ایوا دوورنی - The Beatles: Eight Days a Week – ران هاوارد - The Eagle Huntress – Otto Bell and Stacey Reiss - Notes on Blindness – Peter Middleton and James Spinney - Weiner – Josh Kriegman and Elyse Steinberg |
| جایزه بفتای بهترین موسیقی فیلم | بهترین صدابرداری |
| لالا لند – جاستین هورویتز - ورود – یوهان یوهانسون - جکی – میکاچو - شیر – داستین اوهالورن و هائوشکا - حیوانات شب‌زی – Abel Korzeniowski | ورود – Sylvain Bellemare, Claude La Haye, and Bernard Gariépy Strobl - دیپ‌واتر هورایزن – Dror Mohar, Mike Prestwood Smith، ویلی استیتمن، and David Wyman - جانوران شگفت‌انگیز و زیستگاه آن‌ها – Niv Adiri, Glenn Freemantle, Simon Hayes, Andy Nelson, and Ian Tapp - ستیغ اره‌ای – Peter Grace, Robert Mackenzie, Kevin O'Connell, and Andy Wright - لالا لند – Mildred Iatrou Morgan, Ai-Ling Lee, Steve A. Morrow, and Andy Nelson                                 |
| بهترین طراحی تولید | بهترین جلوه‌های ویژه |
| جانوران شگفت‌انگیز و زیستگاه آن‌ها – Stuart Craig و Anna Pinnock - دکتر استرنج – Charles Wood and John Bush - درود بر سزار! – Jess Gonchor و نانسی هی - لالا لند – David and Sandy Reynolds-Wasco - حیوانات شب‌زی – Shane Valentino and Meg Everist | کتاب جنگل – Robert Legato, Dan Lemmon, Andrew R. Jones, and Adam Valdez - ورود – Louis Morin - دکتر استرنج – Richard Bluff, Stephane Ceretti, Paul Corbould, and Jonathan Fawkner - جانوران شگفت‌انگیز و زیستگاه آن‌ها – Tim Burke, Pablo Grillo, Christian Manz, and David Watkins - روگ وان – نیل کوربلد، Hal Hickel, Mohen Leo, جان نول, and Nigel Sumner |
| بهترین طراحی صحنه | بهترین گریم |
| جکی – Madeline Fontaine - متفقین – Joanna Johnston - جانوران شگفت‌انگیز و زیستگاه آن‌ها – کالین اتوود - فلورانس فاستر جنکینس – Consolata Boyle - لالا لند – Mary Zophres | فلورانس فاستر جنکینس – J. Roy Helland and Daniel Phillips - دکتر استرنج – Jeremy Woodhead - ستیغ اره‌ای – Shane Thomas - حیوانات شب‌زی – Donald Mowat and Yolanda Toussieng - روگ وان – TBD |
| بهترین تدوین | بهترین فیلم غیرانگلیسی‌زبان |
| ستیغ اره‌ای – جان گیلبرت - ورود – جو واکر - لالا لند – تام کراس - منچستر کنار دریا – Jennifer Lame - حیوانات شب‌زی – Joan Sobel | پسر شائول – لاسلو نمش and Gábor Sipos - دیپان – ژاک اودیار and Pascal Caucheteux - جولیتا – پدرو آلمودوار - اسب وحشی – دنیز گامزه ارگوون و شارل ژیلبر - تونی اردمان – مارن آده and Janine Jackowski |
| بهترین فیلم پویانمایی | بهترین پویانمایی کوتاه |
| کوبو و دو تار – تراویس نایت - در جستجوی دوری – اندرو استنتون - موانا – ران کلمنتس و جان ماسکر - زوتوپیا – بایرون هاوارد و ریچ مور | A Love Story – Khaled Gad, Anushka Kishani Naanayakkara, and Elena Ruscombe-King - The Alan Dimension – Jac Clinch, Jonathan Harbottle, and Millie Marsh - Tough – Jennifer Zheng |
| بهترین فیلم کوتاه | جایزه ستاره نوظهور بفتا |
| Home – Shpat Deda, Afolabi Kuti, Daniel Mulloy, and Scott O'Donnell - Consumed – Richard John Seymour - Mouth of Hell – Bart Gavigan, Samir Mehanović، Ailie Smith, Michael Wilson - The Party – Farah Abushwesha, Emmet Fleming, Andrea Harkin, and Conor MacNeill - Standby – Jack Hannon and Charlotte Regan | تام هالند - لایا کوستا - لوکاس هجز - روث نگا - آنیا تیلور-جوی |

## چند نامزدی و جایزه

### برندگان
- ۵ جایزه: لالا لند
- ۲ جایزه: شیر و منچستر کنار دریا

### نامزدها
- ۱۱ نامزدی: لالا لند
- ۹ نامزدی: ورود و حیوانات شب‌زی
- ۶ نامزدی: منچستر کنار دریا
- ۵ نامزدی: جانوران شگفت‌انگیز و زیستگاه آن‌ها، ستیغ اره‌ای، اینجانب، دانیل بلیک، و شیر
- ۴ نامزدی: فلورانس فاستر جنکینس و مهتاب
- ۳ نامزدی: دکتر استرنج، اگر سنگ از آسمان ببارد، جکی، و Notes on Blindness
- ۲ نامزدی: روگ وان و زیر سایه